# Tour de Grimaud (ou Grimaldi)
Pour les articles homonymes, voir Grimaldi (homonymie).
La  tour de Grimaud (ou Grimaldi)  est située au bout du  chemin de la Tour Grimaldi, au nord du village, à 800 m de la route d'Aups, sur la commune de Tourtour, dans le département du Var, en région française Provence-Alpes-Côte d'Azur.
La tour aurait été construite par les seigneurs d’Aups, de la Famille de Blacas à la fin du XIIe siècle ou au début du XIIIe siècle, et est plus ou moins considérée par les historiens comme un monument de commémoration de la victoire du seigneur d’Antibes, Grimaldi, contre une armée de sarrasins venant du « Fraxinet » (La Garde-Freinet).

## Un site avec une vue imprenable
La tour est située au quartier de Grimaud, en limite du quartier de "La Barrière".
Le site jouit d’un point de vue panoramique surplombant les massifs de la région, de la Sainte-Victoire à l’Estérel.

## Historique
Un château serait cité depuis 1129. Les Blacas ont obtenu du comte en échange de Séranon le « castrum de Tourtour » en 1233.
La Tour de Grimaud (dite aussi -à tort- Tour Grimaldi), in castro Grudigno, aurait été construite en 1129 pour commémorer le souvenir de la victoire de la bataille de Tourtour et de Gibelin de Grimaldi qui reçut de Guillaume Ier de Provence, dit le Libérateur, la baronnie de Grimaud en récompense de ses exploits contre les Sarrasins vers l’an 975,.
On parle aussi de la Tour Sarrazine, mais la construction étant du XIIe siècle, les sarrazins (chassés en 963) ne pouvaient l'avoir construite à cette époque, !

## Description
La Tour de Grimaud, dite tour de Grimaldi, est une tour carrée unique de 5,15 m de côté, composée d'un donjon résidentiel à caractère défensif.
Ses murs ont une épaisseur de 1,40 m et comportent des chaînes d'angles en pierres de taille aux parements en bossages et des murs en petit appareil assisé, en moellons de calcaire mêlé de tuf.
Les deux niveaux sont voûtés et sont percés de meurtrières. Le niveau supérieur comportait des hourds.
On retrouve le même type de tour à Les Arcs-sur-Argens et à Taradeau.
On pénétrait dans la tour par le premier étage à l’aide d’une échelle. Le rez-de-chaussée était atteint par une trappe. On y entreposait les vivres.

## Travaux de restauration réalisés

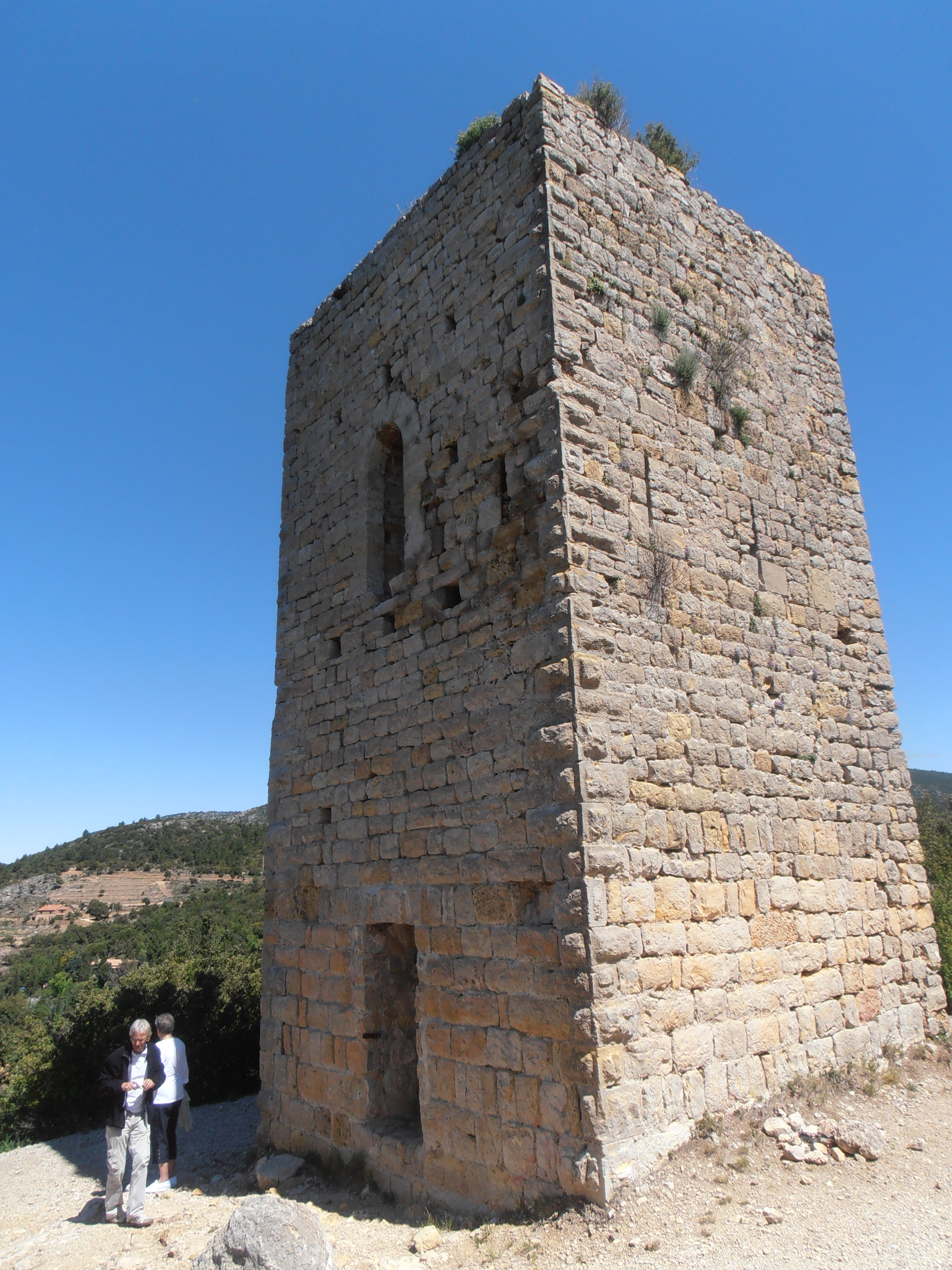
La tour avant sa restauration.

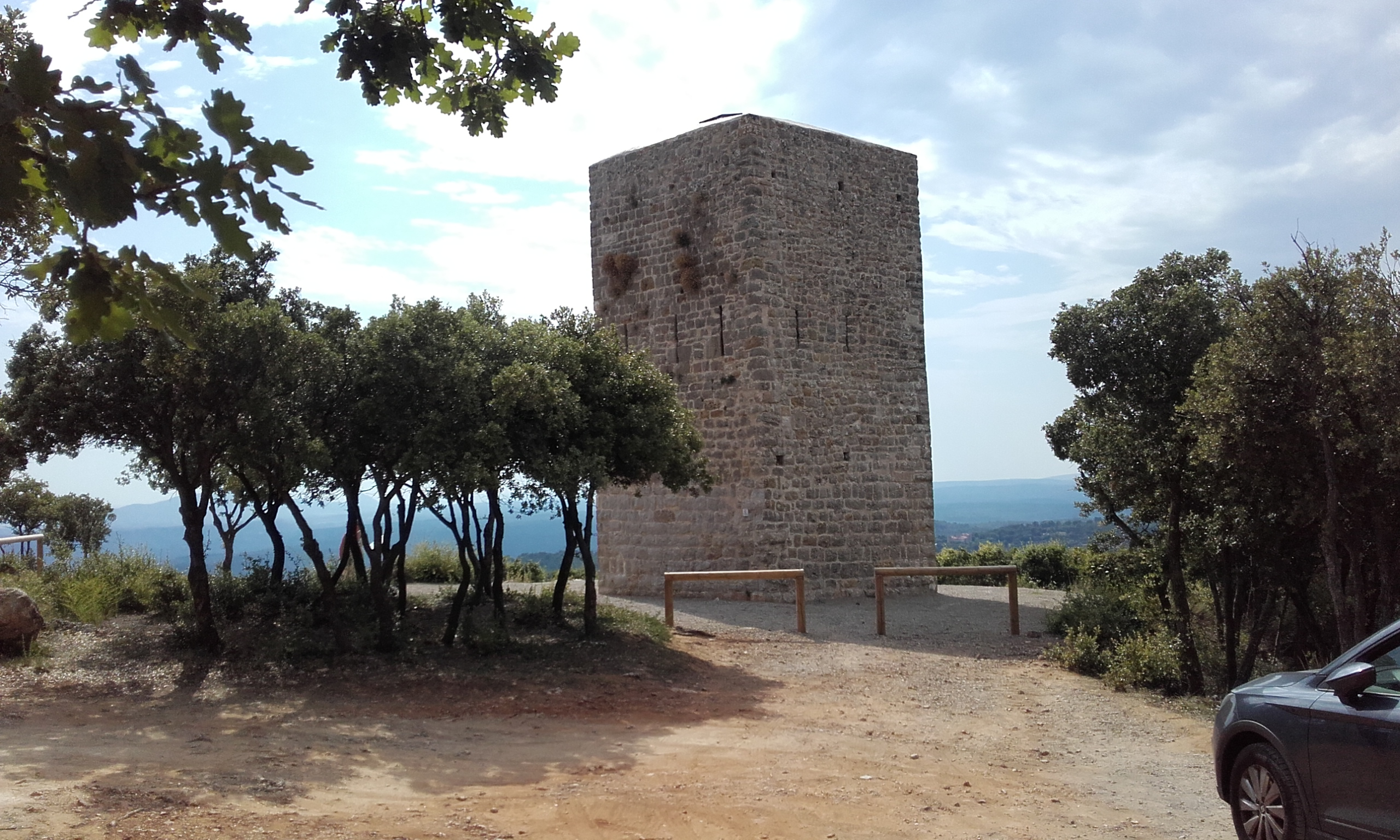
La tour restaurée et le site aménagé.

La tour frappée par la foudre en octobre 2015 a été restaurée en 2018.
Le bureau d’études, qui a examiné les dégâts occasionnés et réalisé une expertise, a fourni une estimation du coût total aux environs de 70 000 €uros. Le montant prévisionnel des travaux a été ramené à 51 203 € lors du conseil municipal du 3 juin 2016.
Les contributions financières ont finalement été les suivantes :
- Région Provence-Alpes-Côte d'Azur : 20 106 €,
- Financement par réserve parlementaire : 6 500 €,
- Club des mécènes de la Fondation du Patrimoine[15], (mécénat populaire) : 5 000 €[16].

Les travaux ont été réalisés, en s'inspirant des doctrines et techniques de conservation - restauration, par les tailleurs de pierres de l’équipe de David Sancelot. Ils ont consisté notamment en :
- Restitution des parties endommagées par la foudre durant l'hiver 2015/2016 (chaînes d'angles sud-ouest et nord-ouest), reprise du dôme et de la voûte,
- Dévégétalisation,
- Remaillage de la maçonnerie, rejointoiement[20],
- Injection de coulis de liant dans les maçonneries pour remplacer le mortier de chaux,
- Agrafes en goujons fibre de verre et injection de résine dans fissures,
- Arase des têtes de murs pour éviter les infiltrations dans les maçonneries.

Le site a été aménagé et rendu accessible au public et un panneau signalétique a été installé.